# USS Pulaski
O USS Pulaski foi um navio a vapor de rodas laterais em serviço na Marinha dos Estados Unidos. Ele recebeu esse nome em homenagem a Casimir Pulaski. Construído em 1854 para proprietários comerciais sob o nome Metacomet, passou a servir como USS Pulaski de 1858 a 1863, quando foi vendido pela Marinha.
O Metacomet foi construído na cidade de Nova York e, em 1858, foi fretado pela Marinha por uma taxa mensal de US$ 3 500 para ser usado na Expedição ao Paraguai, com opção de compra por US$ 50 mil. Durante a expedição, foi comandado pelo tenente William H. Macomb. Em março de 1859, foi considerado inapto para navegar de volta aos Estados Unidos.
Posteriormente adquirido e renomeado USS Pulaski, operou em águas sul-americanas do início de 1859 até 22 de janeiro de 1863, quando foi descomissionado e vendido em um leilão em Montevidéu, Uruguai. O Uruguai oficializou a compra em 28 de abril de 1863. Nessa marinha, operou sob o nome General Artigas. Durante a Guerra do Uruguai, os tripulantes obedeceram a ordem do almirante Tamandaré de não atacarem as embarcações imperiais. Em 10 de março de 1865, foi comprado pelo Paraguai e operou no Rio da Prata como embarcação civil até aproximadamente 1870.[carece de fontes?]